# Corydalis shensiana
Corydalis shensiana är en vallmoväxtart som beskrevs av Liden, C. Y. Wu, H. Chuang och Z. Y. Su. Corydalis shensiana ingår i släktet nunneörter, och familjen vallmoväxter. Inga underarter finns listade i Catalogue of Life.